# Salinillas de Buradón
Salinillas de Buradón (en euskera Buradon Gatzaga y oficialmente Buradon Gatzaga/Salinillas de Buradón) es una población de la provincia de Álava, País Vasco (España), forma parte, en forma de concejo, del municipio de Labastida. Integrada en la comarca de La Rioja Alavesa, tiene una población de 107 habitantes.
Salinillas destaca por su ubicación en una meseta sobre el río Ebro y su bien conservada muralla defensiva. El manantial salino que le da el nombre fue una importante fuente de riqueza para esta antigua villa que se manifiesta en la buena fábrica de sus casas.

## Despoblados
Forma parte del concejo los despoblados de:
- Buradón.[1]
- Tabuérniga.[2]

## Ubicación y accesos
Guardando el paso del Ebro hacia las llanuras de La Rioja, Salinillas se ubica en el sur de la provincia de Álava justo en el límite con La Rioja y con la provincia de Burgos. Su muralla le da el carácter defensivo que tenía en la Edad Media cuando fue fundada por el rey Alfonso X el Sabio en 1264. La pequeña meseta que ocupa y le proporciona ventaja defensiva, sirve de balcón sobre el valle del Ebro. 
Como paso histórico entre la llanada alavesa y las tierras riojanas, acoge uno de los ramales del Camino de Santiago, el que baja de Guipúzcoa, atravesando el paso de San Adrián al pie del Aizcorri, y se dirige a Santo Domingo de la Calzada. Esta función de paso se ve reforzada por situarse a sus pies la carretera nacional N-124 y la autopista AP-68 que unen Vitoria y Logroño.
Salinillas limita al norte con Ocio, al sur con el Alto de San Cristóbal, el paso de La Lobera y el barranco de Valinera, al este con la sierra de Toloño y al oeste con el Ebro.
- Sierra de Cantabria-Sierra de Toloño

## Hidrografía y orografía

### Hidrografía
El río Ebro recorre el valle en el que sa asienta el núcleo poblacional de la antigua villa. Por el territorio que pertenecía a ésta se precipitan varios arroyos provenientes de la Sierra Cantabria y del Toloño. Son pequeños cursos de agua que son muy irregulares y se utilizan para el riego.
Al lado del pueblo, debajo de las murallas, se halla el manantial salino que le ha dado nombre y riqueza. Este manantial se utilizó para la producción de sal hasta finales del siglo XIX. En la actualidad se utiliza para la producción de salmuera para una fábrica de conservas.

### Orografía
El Toloño marca la orografía del antiguo territorio municipal. Su mole rocosa se alza al sur del núcleo, precipitándose en un accidentado terreno cubierto de bosques y terrenos de labor.

## Historia

Escudo de armas de los Sarmiento.

Salinillas de Buradón fue fundada como villa en 1264 por el rey Alfonso X el Sabio debido a su gran importancia geoestratégica y económica, que unía a la presencia de salinas una ubicación estratégica en un pequeño valle rodeado por montañas y que dominaba a su vez el valle del Ebro. Eso hizo que fuera amurallada como villa defensiva. Tradicionalmente se dice que a esta se trasladó la población de la cercana Buradón.
Y en 1370 el rey Enrique II de Castilla cedió las villas de Salinillas de Buradón y de Labastida a Diego Gómez Sarmiento, que fue mariscal de Castilla y adelantado mayor de Castilla y de Galicia y estaba casado con Leonor Enríquez de Castilla, señora de Salinas de Añana y nieta del rey Alfonso XI de Castilla. Y el historiador Hegoi Urcelay Gaona señaló que la villa de Salinillas de Buradón le fue cedida al mariscal Diego Gómez Sarmiento junto con todos sus derechos, rentas, justicia civil y criminal y el mero y mixto imperio.
Durante varios siglos fue plaza fronteriza entre el Reino de Castilla y el Reino de Navarra. Posteriormente dejó de ser una villa real y pasó a ser de señorío, dominada por los señores de Salinillas de Buradón, que fueron los del Señorío de Oñate. La villa tuvo una judería hasta la expulsión de 1492.
Con el paso de los siglos la importancia de Salinillas fue declinando y así, a mediados de la década de 1970, el municipio de Salinillas de Buradón fue absorbido e integrado en el vecino municipio de Labastida, pasando a ser un concejo del mismo.

## Geografía humana

### Demografía
| Gráfica de evolución demográfica de Salinillas de Buradó entre 1842 y 1970 |
| |
| Población de derecho según los censos de población del INE Población de hecho según los censos de población del INEEn estos censos se denominaba Salinillas: 1842, 1857 y 1860 Entre el censo de 1981 y el anterior, este municipio desaparece porque se integra en el municipio 01028 (Labastida) |

| Gráfica de evolución demográfica de Salinillas de Buradón entre 2000 y 2017 |
|                                                                             |
| Población de derecho según los censos de población del INE.                 |

### Economía
Los tiempos de la producción de sal ya han pasado y la economía de la antigua villa está basada en la producción agrícola y ganadera. También el turismo rural aporta, en los últimos años, a la generación de recursos.
El sector primario es la principal actividad económica de la antigua villa. Está encuadrado dentro de la Denominación de Origen Rioja, lo que garantiza una excelente calidad de la producción vitivinícola. Existen cultivos, especialmente de secano, y algo de ganadería lanar.
El sector secundario es prácticamente inexistente. 
El sector servicios al amparo del auge del turismo rural el sector servicios está adquiriendo importancia. Los servicios básicos están cubiertos por las poblaciones cercanas, no existiendo en la población prácticamente ningún establecimiento.

### Comunicaciones
Las comunicaciones están basadas en la carretera nacional N-124 a las que la población se une por la A-4106, en un pequeño tramo de escasamente 1 km. Cerca está el enlace de la autopista AP-68 y las vías de importancia AP-1 y N-I que le facilitan su comunicación con el resto de la península y en especial con la capital de la provincia, Vitoria, que está a 40 km.
La población de Miranda de Ebro, ya en Burgos, se encuentra a menos de 14 km y para llegar a ella se utiliza la carretera BU-740. Hacia el sur, a 8 km por la N-124, está Haro (La Rioja) y Labastida a 8,7 km, municipio de que depende. Para llegar a esta población hay que usar la A-124.
Mediante la carretera local A-4106 se llega a la pequeña población de Ocio.

## Cultura

### Patrimonio material
La importancia de la antigua vila de Salinillas de Buradón se hace patente en los monumentos que se mantienen en la misma. El 4 de febrero de 2003 el Consejo del Gobierno Vasco nombró al casco histórico de Salinillas de Buradón Conjunto Monumental con la categoría de Bien Cultural Calificado. 
Entre los elementos a destacar en el casco histórico de Salinillas de Buradón se encuentran;
- La muralla.
- Las puertas norte y sur de la muralla (denominadas "el Arco arriba" la primera y "el Arco abajo" la segunda)
- La Iglesia de Nuestra Señora de la Concepción.[14]
- La Torre de los Sarmientos, Ayalas y Guevaras.
- El palacio de los condes de Oñate (que rodea a la torre anterior).
- El Hospital de Santa Ana.
- El callejón de las pulgas.

La configuración de la villa es en espina de pez con dos calles principales que unen las dos puertas de las murallas, la de arriba y la de abajo, que van definiendo una estructura en la que no hay plazas definidas, a excepción de la plaza del palacio. La calle Mayor tiene varias casas blasonadas de buena factura.

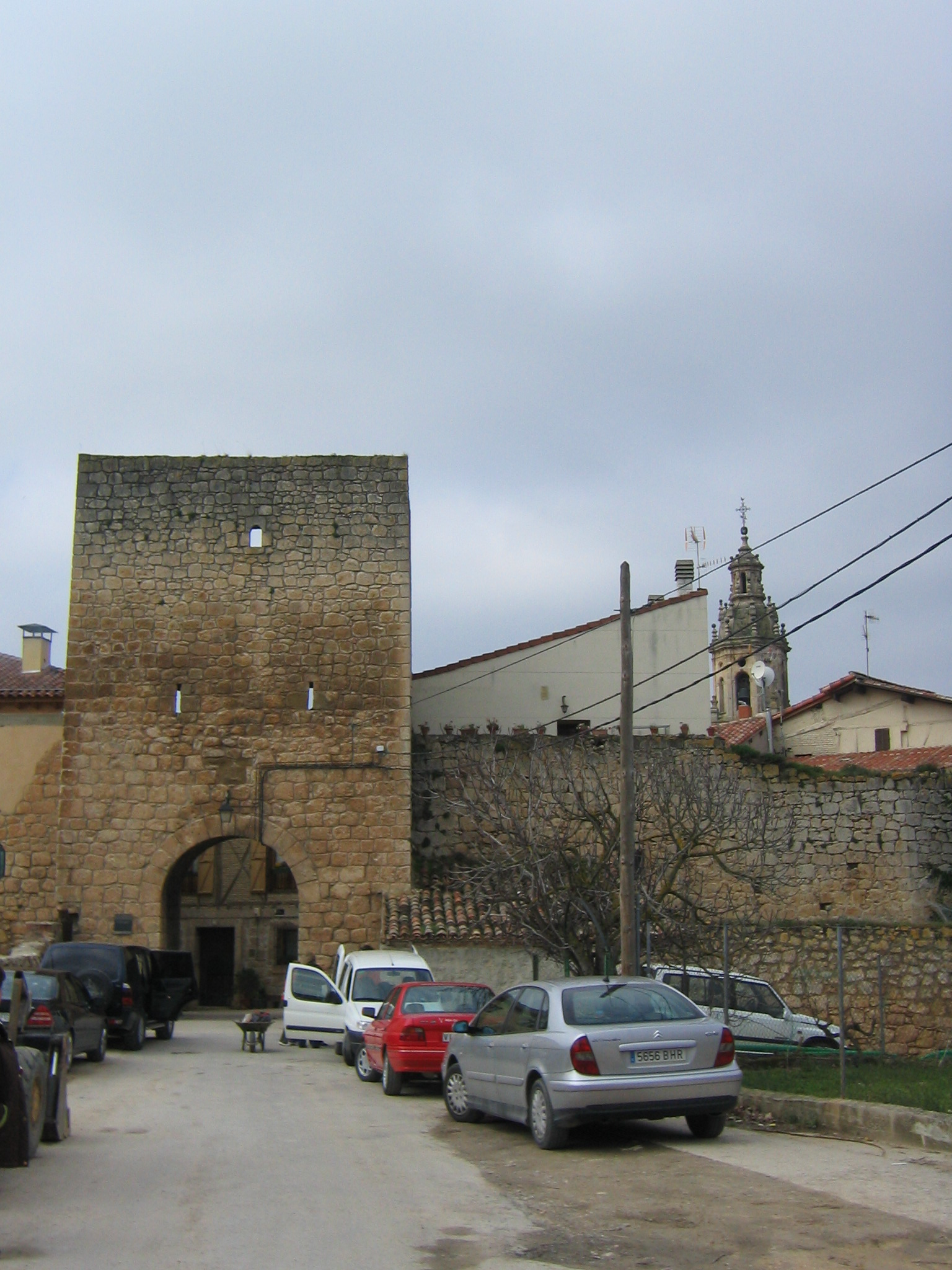
Muralla, puerta de arriba.
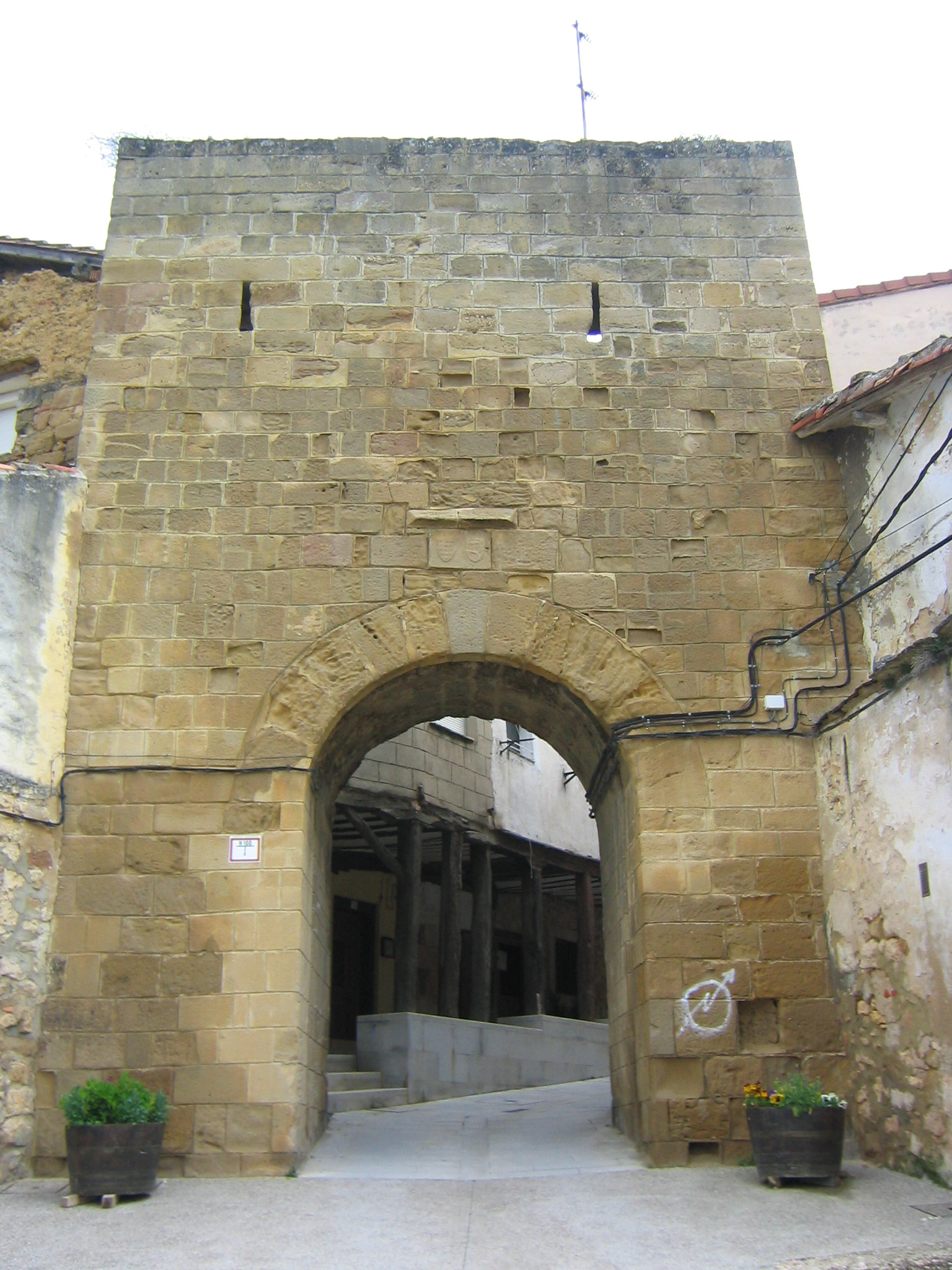
Muralla, puerta de abajo.
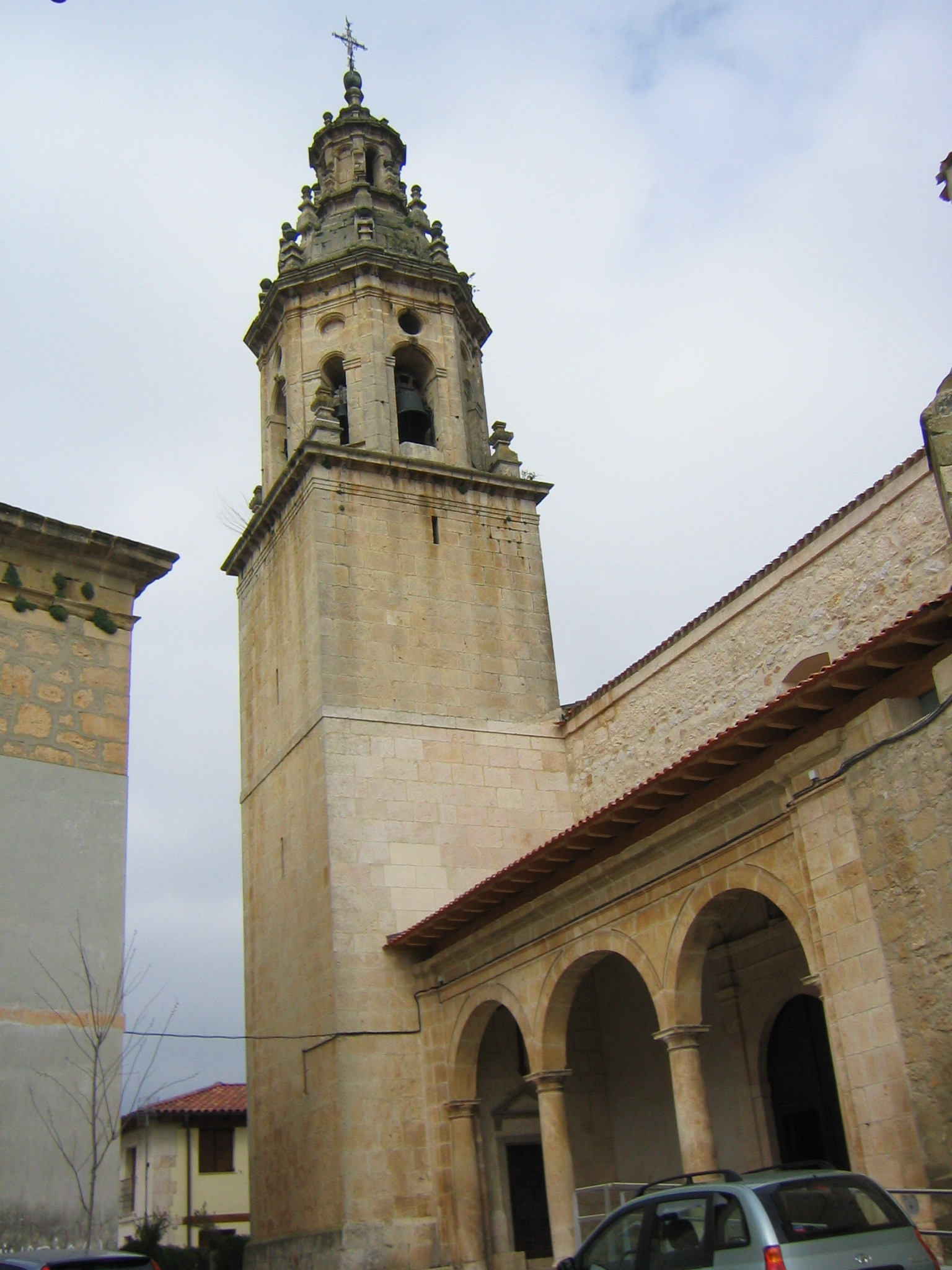
Iglesia de Inmaculada Concepción.
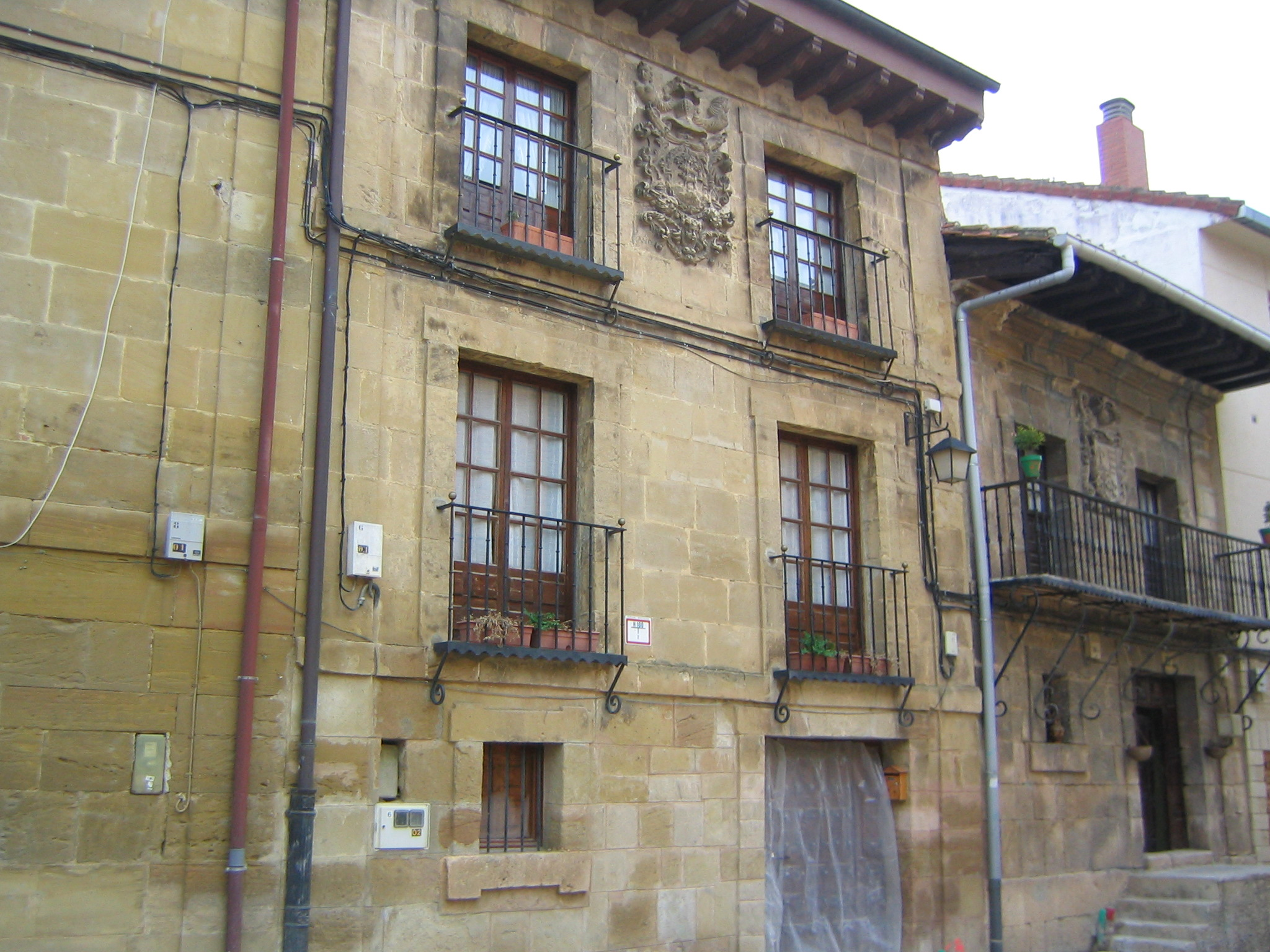
Casa de la calle Mayor.

### La muralla
La muralla medieval data de la fundación de la villa en 1264 y está muy bien conservada con la ventaja que su entorno exterior se ha conservado sin edificaciones por lo que se puede observar magníficamente en su integridad.
Consta de dos puertas de acceso, una situada al norte, la de abajo, y otra al sur, la de arriba. La puerta más oriental es del trazado original y tiene unas pequeñas saetillas y dos escudos (actualmente deteriorados), la de arriba tiene un escudo del que sólo queda un rastro.
Durante los siglos XVI y VII se modificó el entramado defensivo modificando el trazado de la muralla elevándolo e la altura original. Es entonces cuando se realiza la puerta de arriba. Luego se realizaría la torre que enmarca esta puerta y un paso de ronda sobre la muralla. La torre tiene tres cuerpos diferenciados en altura siendo el último un añadido del siglo XX.
En el siglo XIX la muralla dejó de tener funcionalidad por lo que empezó a utilizarse como muro de construcción al cual se le adosaban viviendas. Dentro de esta función se abrieron ventanas en sus lienzos.

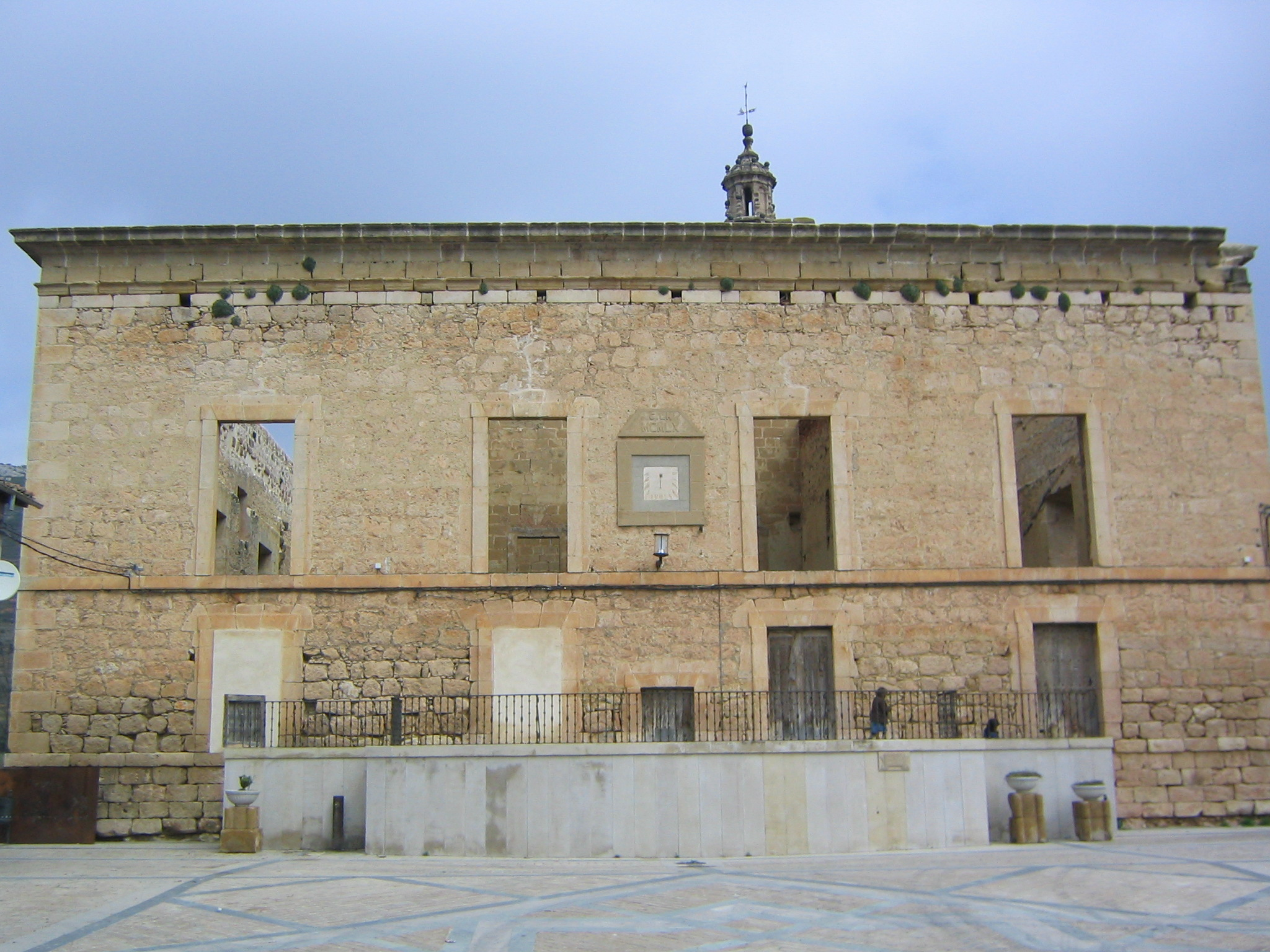
Palacio de los Condes de Oñate, en el interior se halla la torre de los Sarmientos, Ayalas y Guevaras.

### Palacio de los Condes de Oñate y Torre de los Sarmientos y los Ayalas
El palacio de los Condes de Oñate se construyó rodeando la antigua torre de los Sarmientos que todavía se puede ver como núcleo central del edificio. Está construcción data del siglo XVI y perteneció a la familia Díez Caballero. Está protegida por la Declaración genérica del Decreto de 22 de abril de 1949, y la Ley 16/1985 sobre el Patrimonio Histórico Español.

El palacio estaba pegado al lienzo este de la muralla pero sin formar parte de la misma. A su trasera se ubica la iglesia parroquial y su fachada principal forma uno de los lados de la plaza del pueblo. 
La planta del palacio es rectangular y en su centro se sitúa la vieja torre de los Sarmientos, puramente defensiva. esta torre de planta rectangular tiene tres alturas y está construida en arenisca. Consta de planta baja y una altura con muros de sillejo y remate de esquinas y marcos de ventanas y puertas en sillería. Es una edificación muy austera en cuanto a la decoración. La fachada principal se orienta al este y tiene cinco ejes de vanos siendo el central el principal y resaltado por una portada balcón. La planta baja tiene un ingreso adintelado con tres dovelas centrales. Todos los huecos llevan un cerco de orejetas en resalte. En lo alto hay un frontón apeado en mensulillas. Todo el edificio se recorre en su parte superior por una cornisa moldurada.

### Patrimonio inmaterial
Salinillas celebra sus fiestas patronales el 29 de agosto en honor a su patrón San Juan degollado.
Las fiestas principales, en cambio, se celebran anualmente desde el próximo jueves al 15 de agosto hasta ese mismo domingo.

## Personas destacadas
- Pedro Vélez de Guevara Manrique (1490?-27/2/1551). Hijo en terceras nupcias de Iñigo Vélez de Guevara y Ayala, I conde de Oñate, y Juana Manrique Sandoval. Casó con Juana Enríquez de Acuña con la que tuvo un hijo, Iñigo de Guevara. En 1521 siendo corregidor de la ciudad de Logroño, dirigió la defensa contra las tropas de Francisco I de Francia que habían invadido Navarra.￼Participó en la decisiva batalla de Noáin, en la que se venció al ejército franco- navarro. A su muerte, su mujer hizo construir sendos sepulcros que a día de hoy siguen en la iglesia de la Inmaculada Concepción de Salinillas de Buradón.

- Íñigo Vélez de Guevara y Tassis (1566-1644), V conde de Oñate y Señor de Salinillas de Buradón. Tuvo una destacada carrera militar, accedió por matrimonio al título de conde de Oñate, fue un destacado cortesano en Madrid y Viena y una dilatada carrera política como embajador y consejero de estado de Felipe IV de España.

- Iñaki Álvarez Ircio (7 de enero de 1962- ). Es un prestigioso y reconocido pintor artístico con exposiciones tanto a nivel estatal como extranjero.

Independientemente de su faceta pictórica, ejerce de actor de teatro donde debutó con 17 años, aparte de ser miembro del grupo de Teatro "Los Tilos" de su localidad natal, ha participado a nivel profesional en los montajes de la Asociación Lírica Sasibill de San Sebastián en el género de ópera y zarzuela. Tosca, La Tabernera del Puerto, Gavilanes, La Alegría de la Huerta, La Rosa del Azafrán y El Caserío son algunas a destacar de un gran repertorio.
Como músico se estrenó como baterista del Grupo Algo y Neutrón 2. En la actualidad es miembro del Grupo de Gaiteros de Salinillas de Buradón. Asimismo ejerce de cronista y colaborador en diferentes medios de comunicación, Prensa, Radio y TV.
- José Agustín Guereñu   "GERE"  (28 de febrero de 1965- ). Aunque nacido en la capital alavesa su vínculo con Salinillas de Buradón viene dado de su matrimonio con Rebeca, natural de la villa y hermana de Iñaki. Desde su debut profesional con la Orquesta Mondragón, ha colabora con Joan Báez, Rocío Jurado, El Consorcio, Asfalto, Kepa Junquera... ha realizado giras con Paloma San Basilio, Amaya Montero, Antonio Carmona, Melendi, Luz Casal o el mismísimo Alejandro Sanz, padrino de una de sus hijas.

Productor y compositor de su propio disco "La Gran Casa" donde mezcla varios estilos diferentes, y hace un guiño a su pueblo en el tema "Salsa de Buradón". Es profesor de repertorio clásico del bajo eléctrico y agrupaciones específicas de Jazz Rock en la Escuela Superior de Música del País Vasco, Musikene.